# Brachyta delagrangei
Brachyta delagrangei är en skalbaggsart som beskrevs av Maurice Pic 1891. Brachyta delagrangei ingår i släktet Brachyta och familjen långhorningar. Inga underarter finns listade.